# Mahesh Jadu
Mahesh Jadu (* 26. Oktober 1982 in Carlton, Melbourne, Victoria) ist ein australischer Schauspieler in Film und Fernsehen. Er spielte Rollen in Filmen wie Taj, The Three Ages of Sasha, I, Frankenstein oder The Lovers. Bekannt wurde er aber vor allem für seine Darstellung des Dr. Doug Harris in der australischen Fernsehserie Nachbarn.

## Leben und Karriere
Mahesh Jadu wurde 1982 in Carlton einem Melbourner Stadtteil im australischen Bundesstaat Victoria als Sohn mit indischen und mauritischen Wurzeln geboren. Zuerst arbeitete er als Komponist für eine australische Show mit dem Titel Byte Me, bevor er 2008 für eine kleine Rolle in dem indischen Film Sorry Bhai! eingesetzt wurde. Seinen Lebensunterhalt verdiente er mit Pokerspielen, bevor er bei einem Casting für die australische Serie Nachbarn vorsprechen durfte. Er bekam die Rolle des Dr. Doug Harris, die er zwischen 2010 und 2011 in 274 Episoden verkörperte. Danach spielte er im Kino Rollen in Filmen wie Taj, The Three Ages of Sasha, I, Frankenstein unter der Regie von Stuart Beattie und in Roland Joffés Drama The Lovers. Darüber hinaus wirkte er im Fernsehen von 2014 bis 2016 in zwanzig Folgen der Abenteuerserie Marco Polo in der Rolle des Ahmad mit.

## Filmografie (Auswahl)

### Kino
- 2008: Sorry Bhai!
- 2011: Taj
- 2012: The Three Ages of Sasha
- 2014: I, Frankenstein
- 2015: The Lovers
- 2017: Pirates of the Caribbean: Salazars Rache (Pirates of the Caribbean: Dead Men Tell No Tales)
- 2017: Three Summers
- 2020: The Furnace
- 2023: It Only Takes a Night

### Fernsehen
- 2010–2011: Nachbarn (Fernsehserie, 274 Episoden)
- 2014: Better Man (Fernsehserie, 1 Episode)
- 2014: Sam Fox: Extreme Adventures (Fernsehserie, 1 Episode)
- 2014: Winners & Losers (Fernsehserie, 2 Episoden)
- 2014–2016: Marco Polo (Fernsehserie, 20 Episoden)
- seit 2019: The Witcher (Fernsehserie)

### Kurzfilme
- 2013: Magnetism
- 2018: Emerald Way
- 2019: Submit Tweet
- 2020: Emerald Way